# Jesús López Cobos
Jesús López Cobos (n. 25 februarie 1940, Toro, Castilia și León, Spania – d. 2 martie 2018, Berlin, Germania) a fost dirijor spaniol. 
López Cobos a studiat mai întâi filozofia la Universitatea Complutense din Madrid și a absolvit cu o disertație.  Abia mai tarziu și-a început studiile muzicale și a studiat printre altele dirijatul cu Franco Ferrara, Hans Swarowsky și Karl Österreicher. 
Din 1981 până în 1990 a fost director general muzical la Deutsche Oper Berlin și din 1984 până în 1988 și director muzical al Orchestrei Naționale Spaniole. Din 1986 până în 2000, Jesús López Cobos a fost dirijorul principal al Orchestrei Simfonice din Cincinnati, iar în perioada 1990-2000 a fost dirijor principal al Orchestrei de Cameră de la Lausanne. Din 2002 până în 2010 a fost director muzical al teatrului Teatro Real din Madrid. 

## Premii
- În 1981 a fost distins cu Premiul Prințul Asturiei.

## Legaturi externe
- de Jesús López Cobos în Catalogul Bibliotecii Naționale a Germaniei (Informații despre Jesús López Cobos • PICA • Căutare pe site-ul Apper)
- Jesús Lópengleză)ez Cobos    în engleză)
- Biografie a lui Jesús López-Cobos. Agenția de artiști dr. Raab & Dr. Boehm, arhivate din original la 14 Ianuarie 2013; accesat pe al doilea Martie 2018.
- Jesús López-Cobos. Harrison Turner Artist Management, arhivate din original la 20 Aprilie 2013; accesat pe al doilea  Martie 2018 (În limba engleză).
- Jesús López Cobos. Fundación Princesa de Asturias, 2008 arhivate din original la 29 August 2008; accesat pe al doilea   Martie 2018 (În limba engleză).
- Biografía de Jesús López Cobos. PubliSpain.com, arhivate din original la 19 Octombrie 2011; accesat pe al doilea Martie 2018 (Spaniolă).